# Chitaura striata
Chitaura striata är en insektsart som beskrevs av Willemse, C. 1938. Chitaura striata ingår i släktet Chitaura och familjen gräshoppor. Inga underarter finns listade i Catalogue of Life.